# Enver Hirsch
Enver Hirsch (* 1968 in Hamburg) ist deutscher Fotograf, Buchautor und Journalist. Er arbeitete unter anderem mit Wort und Bild für das Tempo, ADAC Reisemagazin, Brigitte, Dogs, Colors, Greenpeace Magazin, Vogue, SZ-Magazin, GEO, Essen & trinken, GQ, Kultur-Spiegel, Lufthansa Magazin, Das Magazin (Schweiz), Manager Magazin, Maxi, Aktion Mensch, Monocle, Neon, Qvest (Independent-Titel), Stern, Wallpaper (siehe Monocle), Die Weltwoche, Die Zeit (insbesondere Zeit-Magazin) und Annabelle.

## Fotografie
Hirsch studierte von 1989 bis 1992 an der Bournemouth and Poole College of Art and Design. Er porträtiert viele namhafte Personen des öffentlichen Lebens wie Anke Engelke, Hape Kerkeling, Sibel Kekilli, Senta Berger, Bastian Pastewka, Oliver Pocher, Barbara Schöneberger, Bela B und den verstorbenen Journalisten Marc Fischer, zu dem er ein freundschaftliches Verhältnis pflegte. Sie arbeiteten in den 90er Jahren gemeinsam beim Tempo Magazin. In Hirschs Bildband „Toast Hawaii“ aus dem Jahr 2008 ist zusätzlich eine Kurzgeschichte von Marc Fischer enthalten.
Enver Hirsch arbeitet auch in der Werbebranche und fertigte Arbeiten für die Deutsche Bank, Bauhaus, und Ikea sowie Deutsche Telekom und Greenpeace.

## Veröffentlichungen (Auswahl)
- The German Soul. Street File, Tokio 2000
- Der Mops. Knesebeck, München 2005
- Generation Großmutter Knesebeck, München 2007
- Toast Hawaii. Edition Robert Morat, 2008
- Bangkok Curbside. Eigenverlag, 2014